# Egå Mølle
Egå Mølle eller Risshøj Mølle  er en hollandsk vindmølle 200 m syd for Djurslandmotorvejen <15> mellem Hjortshøj og Egå.
Møllen blev opført i 1859, men brændte i 1918, og blev derefter erstattet af en anden mølle fra landsbyen Røved ved Mejlby.
Nederst i møllen er der indrettet festlokale til 48 personer. Møllen udlejes i dag til arrangementer.